# اجتياز الروبيكوني

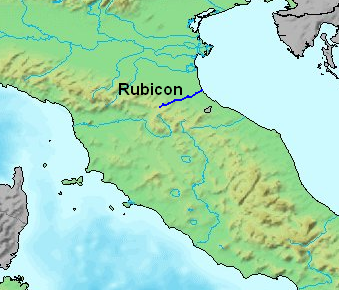
يُعتقد أن نهر روبيكوني الحديث (باللون الأزرق الداكن) هو نفس النهر الذي عبره قيصر

عبارة اجتياز الروبيكوني هي مصطلح يعني أن يمر المرء بنقطة اللاعودة. يأتي معناها من الإشارة إلى عبور يوليوس قيصر نهر روبيكوني في أوائل يناير 49 قبل الميلاد.
أدى عبوره للنهر إلى نشوب حرب قيصر الأهلية، والتي أدت في النهاية إلى أن يصبح قيصر ديكتاتورًا مدى الحياة (دكتاتور دائم) . تم تعيين قيصر حاكم على منطقة تراوحت من جنوب بلاد الغال إلى إيليريكوم. مع انتهاء فترة ولايته، أمر مجلس الشيوخ قيصر بحل جيشه والعودة إلى روما. لعدم شرعية إدخال الجيوش إلى إيطاليا، التي تحدد حدودها الشمالية بنهر روبيكوني، كان عبوره للنهر تحت السلاح مرادفًا للتمرد والخيانة وإعلان الحرب على الدولة. وفقًا لبعض المؤلفين، نطق قيصر بعبارة alea iacta est - لقد رمي النرد - قبل العبور.

## تاريخ
خلال الجمهورية الرومانية المتأخرة، حدد نهر روبيكوني الحدود بين مقاطعة غاليا كيسالبينا إلى الشمال الشرقي وإيطاليا (التي تسيطر عليها روما وحلفاؤها مباشرة) إلى الجنوب. وعلى الجانب الشمالي الغربي حدها نهر أرنو، وهو ممر مائي أوسع وأكثر أهمية، يتدفق غربًا من جبال أبينيني (منبعه ليس بعيدًا عن منبع روبيكوني) إلى البحر التيراني.
عيين حكام بدلاء للمقاطعات الرومانية مع إمبريوم (سلطة القيادة) في مقاطعة واحدة أو أكثر. وخدم الحكام كجنرالات للجيش الروماني داخل الأراضي التي حكموها. حدد القانون الروماني أن الحكام المنتخبين (القناصل والبريتور) هم فقط من يمكنهم الاحتفاظ بسلطة القيادة داخل إيطاليا. أي حاكم يدخل إيطاليا على رأس قواته يخسر سلطته لا يسمح له قانونًا بقيادة القوات.
استخدام سلطة القيادة اثناء حظرها قانونيا جريمة يعاقب عليها بالإعدام. وإطاعة أوامر الجنرال الذي لا يمتلك سلطة القيادة يعد جريمة يعاقب عليها بالإعدام. إذا دخل جنرال إلى إيطاليا في قيادة جيش، يصبح كل من الجنرال وجنوده خارجين عن القانون ويُحكم عليهم تلقائيًا بالإعدام. وهكذا اضطر الجنرالات إلى حل جيوشهم قبل دخول إيطاليا.

## يوليوس قيصر

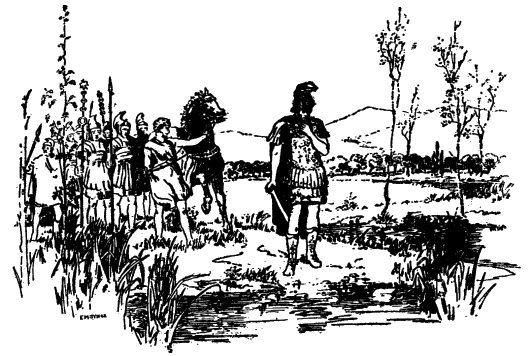
توقف يوليوس قيصر على ضفاف نهر روبيكون.

في يناير 49 قبل الميلاد قاد يوليوس قيصر الفيلق الثالث عشر، جنوبًا فوق روبيكوني من غاليا كيسالبينا إلى إيطاليا ليشق طريقه إلى روما. متعمدا خرق قانون امبريوم وجعل الصراع المسلح أمرًا لا مفر منه. المؤرخ الروماني سويتونيوس يصور قيصر على أنه متردد وهو يقترب من النهر ويعزو العبور إلى ظهور خارق للطبيعة. أفيد أن قيصر تناول العشاء مع سالوست وهيرتيوس وأوبيوس ولوسيوس بالبوس وسولبيكوس روفوس في الليلة بعد عبوره الشهير إلى إيطاليا في 10 يناير.
وفقًا لسوتونيوس، نطق قيصر العبارة الشهيرة ālea iacta est (النرد قد ألقي). اشتهرت عبارة «اجتياز الروبيكوني» للإشارة إلى أي فرد أو مجموعة تلزم نفسها بشكل لا رجوع فيه بعمل محفوف بالمخاطر أو ثوري، على غرار العبارة الحديثة «اجتياز نقطة اللاعودة». أجبر قرار قيصر لاتخاذ إجراء سريع بومبي والقناصل وجزء كبير من مجلس الشيوخ الروماني على الفرار من روما.

## روابط خارجية
- Livius.org: روبيكو
- روبيكوني في القاموس